# Operació Motorman
L'Operació Motorman (en anglès: Operation Motorman) va ser una gran operació de l'Exèrcit britànic a Irlanda del Nord el 31 de juliol de 1972, en el context d'un moment àlgid del conflicte nord-irlandès, on van participar fins a 30.000 membres de les forces de seguretat. L'operació tenia l'objectiu de recuperar les "zones prohibides" (no-go areas) que paramilitars republicans irlandesos, sobretot de l'IRA Provisional, i residents, havien establert a Belfast i altres centres urbans. A Derry, l'Operació Carcan (o Car Can), inicialment proposada com a operació independent, es va executar com a part de la Motorman.
L’operació va començar cap a les 4:00 del matí del 31 de juliol, i va durar unes hores. A les zones "prohibides", com a l'anomenat Free Derry, els residents van fer sonar sirenes per alertar de la incursió. L'Exèrcit britànic va utilitzar bulldozers i tancs Centurió AVRE per a trencar les barricades abans d'ocupar els carrers amb tropes en vehicles blindats més petits i lleugers. L'IRA Provisional i l'IRA Oficial no estaven equipats per a una batalla oberta contra una força tan gran, i no van intentar mantenir el seu terreny. Es van realitzar operacions a petita escala en altres llocs com Lurgan, Armagh, Coalisland i Newry. A Andersonstown, Belfast, l'exèrcit també va ocupar Casement Park, el principal camp d'esports gaèlics d'Irlanda del Nord. En acabar el dia, Derry i l'oest de Belfast ja no tenien zones prohibides, però l'exèrcit es mantenia prudent quan actuava en zones republicanes.
Durant l'operació, l'Exèrcit britànic va disparar a quatre persones a Derry, matant un civil i un membre de l'IRA desarmat. Daniel Hegarty, un civil catòlic de 15 anys, va ser disparat juntament amb els seus dos cosins mentre caminaven per Creggan Heights a Derry. Els nois havien sortit a veure els tancs i veure com es desenvolupava l'operació. Els trets van ser disparats de prop per soldats, que s'havien amagat darrere d'una tanca de jardí. Hegarty va morir en rebre dos trets al cap, i un dels seus cosins, Christopher Hegarty, va sobreviure tot i rebre un tret al cap. L'abril de 2019 la fiscalia nord-irlandesa va inciar un procés per assassinat contra el soldat que va matar Daniel Hegarty, anomenat "soldat B", que va récorrer infructosament l'actuació i està pendent de judici.
Seamus Bradley, un membre de l'IRA Provisional de 19 anys, va ser disparat mentre pujava a un arbre a Bishop's Field, a Derry. Va ser evacuat amb un blindat APC Saracen però va morir desangnat abans que pogués rebre atenció mèdica.